# Brandon Williams
Brandon Paul Brian Williams (Manchester, Regne Unit, 3 de setembre de 2000) és un futbolista anglès que juga com a defensa al club anglès Manchester United FC.
Williams va ser inclòs en la convocatòria del Manchester United FC pel partit de la Lliga de Campions de la UEFA 2018-19 contra el Paris Saint-Germain al març del 2019, tot i que finalment va veure el partit des de la grada. El seu debut amb el primer equip va arribar el 25 de setembre de 2019 entrant des de la banqueta en un partit de la EFL Cup contra el Rochdale. Va jugar el seu primer partit com a titular el 3 d'octubre de 2019 a la Lliga Europa de la UEFA contra l'AZ Alkmaar. Williams va signar un nou contracte de llarga durada el 17 d'octubre de 2019, ampliant el seu compromís amb el club fins al juny de 2022. El seu debut a la Premier League va arribar el 20 d'octubre de 2019 contra el Liverpool a Old Trafford, entrant com a substitut en els instants finals del partit. Amb Ashley Young sancionat i Luke Shaw lesionat, Williams va poder gaudir del seu debut com a titular a la lliga el 10 de novembre de 2019 contra el Brighton & Hove Albion, jugant 90 minuts abans de ser substituït per Marcos Rojo al temps de descompte; va ser votat com a millor jugador del partit pels aficionats del seu club. El 24 de novembre, Williams va marcar el seu primer gol amb el Manchester United en un empat 3-3 contra el Sheffield United.
El 30 d'agost de 2019, Williams va ser convocat per primer cop amb la selecció anglesa sub-20 per als partits contra Països Baixos i Suïssa. Va debutar en l'empat 0-0 contra Països Baixos a Shrewsbury el 5 de setembre del 2019.

## Estadístiques
Actualitzat a 24 de novembre del 2019
| Club                 | Temporada        | Lliga            | Lliga   | Lliga | FA Cup  | FA Cup | EFL Cup | EFL Cup | Europa  | Europa | Altres  | Altres | Total   | Total |
| Club                 | Temporada        | Divisió          | Partits | Gols  | Partits | Gols   | Partits | Gols    | Partits | Gols   | Partits | Gols   | Partits | Gols  |
| -------------------- | ---------------- | ---------------- | ------- | ----- | ------- | ------ | ------- | ------- | ------- | ------ | ------- | ------ | ------- | ----- |
| Manchester United FC | 2019-20          | Premier League   | 4       | 1     | 0       | 0      | 2       | 0       | 2       | 0      | —       | —      | 8       | 1     |
| Total de carrera     | Total de carrera | Total de carrera | 4       | 1     | 0       | 0      | 2       | 0       | 2       | 0      | 1       | 0      | 9       | 1     |